# Lafcadio Hearn
Koizumi Yakumo ( (Japans: 小泉 八雲), 27 juni 1850 – 26 september 1904), geboren als Patrick Lafcadio Hearn (/hɜːrn/; Grieks: Πατρίκιος Λευκάδιος Χερν), was een Grieks-Japanse schrijver, journalist, vertaler en leraar die aan het einde van de negentiende eeuw en begin twintigste eeuw via zijn werk de Japanse cultuur en literatuur introduceerde in de Westerse wereld. Zijn werk bood voor die tijd ongekende inzichten over de Japanse cultuur en literatuur, met name zijn bundelingen met kwaidan, Japanse spookverhalen en legendes. Hearn is ook bekend geworden door zijn artikelen en verhalen over Cincinnati en New Orleans, waar hij als journalist werkte, en zijn vertalingen van 19e-eeuwse Franse literatuur.
Hearn werd geboren op het Griekse eiland Lefkada, als zoon van een Ierse chirurg in het Britse leger en een Griekse moeder. Hij groeide op in Dublin waar zijn ouders hem na hun scheiding achterlieten bij de tante van zijn vader. Op 19-jarige leeftijd emigreerde hij naar de Verenigde Staten, waar hij werk vond als journalist, eerst in Cincinnati en later in New Orleans. Van daaruit werd hij als correspondent naar Frans-West-Indië gestuurd, waar hij twee jaar verbleef, en vervolgens naar Japan, waar hij zijn thuis vond en de rest van zijn leven zou blijven. Hearn trouwde met een Japanse vrouw met wie hij vier kinderen kreeg en werd Japans staatsburger. Op 26 september 1904 stierf Hearn op 54-jarige leeftijd in Tokio aan hartfalen. 
In Japan wordt het werk van Hearn als een belangrijk onderdeel van de nationale literaire canon beschouwd. Zijn kwaidan zijn in het Japans vertaald en opgenomen in het Japanse schoolcurriculum. 

## Biografie

### Vroege leven
Patrick Lafcadio Hearn werd geboren op het Griekse Ionische eiland Lefkada op 27 juni 1850. Zijn moeder Rosa Cassimati was van Griekse afkomst, een inwoner van het Griekse eiland Kythira, terwijl zijn vader een Britse legerofficier was van ofwel Ierse of gemengd Engels - Ierse afkomst die gestationeerd was in Lefkada tijdens het Britse protectoraat van de Verenigde Staten van de Ionische Eilanden. Hij werd gedoopt Patrikios Lefcadios Hearn (Grieks: Πατρίκιος Λευκάδιος Χερν ) in de Grieks-orthodoxe kerk, maar hij lijkt te zijn genoemd "Patrick Lefcadio Kassimati Charles Hearn" in het Engels, en de middelste naam "Lafcadio" werd hem gegeven ter ere van het eiland waar hij geboren is. Hearns ouders trouwden in een Grieks-orthodoxe ceremonie op 25 november 1849, enkele maanden nadat zijn moeder op 24 juli 1849 het leven had geschonken aan de oudere broer van Hearn, George Robert Hearn. George stierf op 17 augustus 1850, twee maanden na de geboorte van Lafcadio.

#### Emigratie naar Ierland en verlating

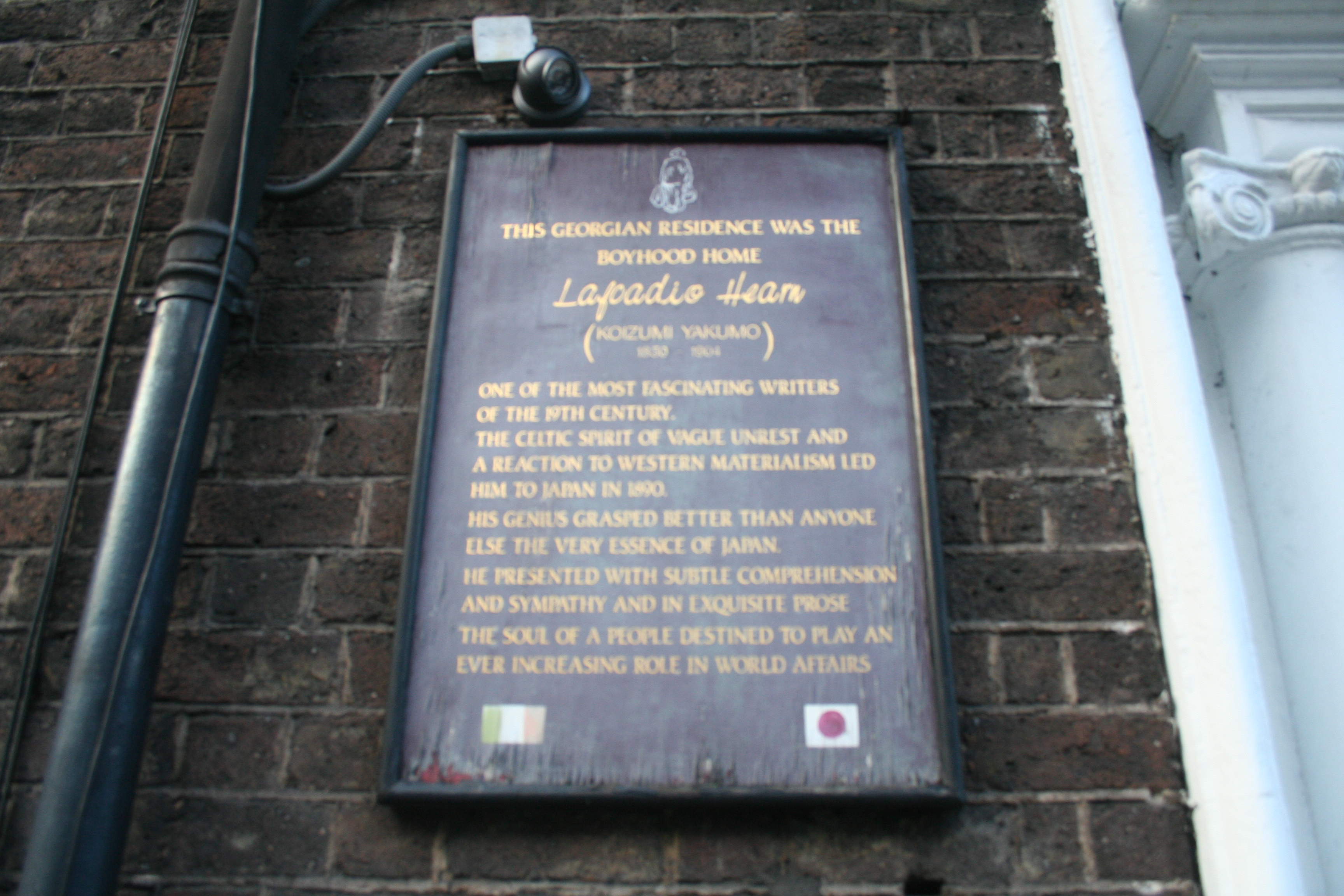
De plaquette op het huis van Hearn in Gardiner Street, Dublin.

Hearns vader Charles werd gepromoveerd tot stafchirurg tweede klasse en werd in 1850 van Lefkada overgeplaatst naar Brits West-Indië. Omdat zijn familie het huwelijk met Rosa niet goedkeurde en hij bang was dat zijn relatie zijn carrièrevooruitzichten zou schaden, informeerde Charles zijn superieuren niet over zijn zoon of zwangere vrouw en liet hij zijn gezin achter. In 1852 regelde hij dat zijn zoon en vrouw in Dublin bij zijn familie konden gaan wonen, waar ze koel werden ontvangen. Charles protestantse moeder, Elizabeth Holmes Hearn, had moeite met het accepteren van Rosa's grieks-orthodoxe opvattingen en gebrekkige opleiding (Rosa was analfabeet en sprak geen Engels). Rosa vond het moeilijk om zich aan te passen aan een vreemde cultuur en het protestantisme van de familie van haar man, en werd uiteindelijk onder de hoede genomen door een zuster van Elizabeth, Sarah Holmes Brenane, een weduwe die zich tot het katholicisme had bekeerd.
Ondanks de inspanningen van Sarah had Rosa heimwee. Toen haar man in 1853 met ziekteverlof naar Ierland terugkeerde, werd duidelijk dat het paar vervreemd was geraakt. Charles Hearn werd toegewezen aan de Krim en liet opnieuw zijn zwangere vrouw en kind achter in Ierland. Toen hij in 1856 terugkwam, zwaargewond en getraumatiseerd, was Rosa teruggekeerd naar haar thuiseiland Kythira in Griekenland, waar ze bevallen was van hun derde zoon, Daniel James Hearn. Lafcadio was achtergelaten onder de hoede van Sarah Brenane.
Charles diende een verzoekschrift in om het huwelijk met Rosa nietig te laten verklaren, op basis van haar gebrek aan handtekening op het huwelijkscontract, waardoor het naar Engels recht ongeldig werd. Nadat Rosa op de hoogte was gebracht van de nietigverklaring, trouwde Rosa vrijwel onmiddellijk met Giovanni Cavallini, een Grieks staatsburger van Italiaanse afkomst die later door de Britten werd aangesteld als gouverneur van Antikythera. Cavallini vereiste als voorwaarde voor het huwelijk dat Rosa de voogdij over zowel Lafcadio als James zou opgeven. Als gevolg hiervan werd James naar zijn vader in Dublin gestuurd en bleef Lafcadio onder de hoede van Sarah, die Charles had onterfd vanwege de nietigverklaring. Noch Lafcadio, noch James zagen hun moeder terug, die vier kinderen had met haar tweede echtgenoot. Rosa werd uiteindelijk opgenomen in het National Mental Asylum op Corfu, waar ze stierf in 1882.
Charles Hearn, die Lafcadio de afgelopen vier jaar onder de hoede van Sarah Brenane had achtergelaten, stelde haar nu aan als permanente voogd van Lafcadio. Hij trouwde in juli 1857 met zijn jeugdliefde, Alicia Goslin, en vertrok met zijn nieuwe vrouw naar Secunderabad, met wie hij drie dochters kreeg voor Alicia's overlijden in 1861. Lafcadio zag zijn vader nooit meer. Charles Hearn stierf aan malaria in de Golf van Suez in 1866.
In 1857, op zevenjarige leeftijd en ondanks het feit dat zijn beide ouders nog leefden, werd Hearn de permanente beschermeling van zijn oudtante, Sarah Brenane. Ze verdeelde haar verblijfplaats tussen Dublin in de wintermaanden, het landgoed van haar man in Tramore, County Waterford aan de Zuid-Ierse kust, en een huis in Bangor, Noord-Wales. Brenane nam tijdens het schooljaar ook een tutor in dienst om basisonderwijs en de beginselen van de katholieke geloofsleer te geven. Hearn begon de bibliotheek van Brenane te verkennen en las uitgebreid in de Griekse literatuur, vooral mythen. Hoewel Brenane de voogd van Hearn was, was de dagelijkse verzorging van Hearn in handen van een dienstmeisje, Catherine Costello. Costello kwam uit Connaught, Ierland, bekend om haar rijke Keltische tradities. In een brief aan de Ierse dichter William Butler Yeats schrijft hij over Costello die hem Ierse sprookjes en spookverhalen vertelde. Mogelijk dat hier de basis is gelegd voor Hearn's latere interesse in en onderzoek naar Japanse spookverhalen. 

#### Katholiek onderwijs en meer verlating
In 1861 schreef Hearns tante, zich ervan bewust dat Hearn zich aan het afkeren was van het katholicisme, en op aandringen van Henry Hearn Molyneux, een familielid van haar overleden echtgenoot en een verre neef van Hearn, hem in aan de Institution Ecclésiastique, een katholieke kerkschool in Yvetot, Frankrijk. Hearns ervaringen op deze school bevestigden zijn levenslange overtuiging dat katholiek onderwijs bestond uit 'conventionele somberheid en lelijkheid en vuile boetedoeningen en lange gezichten en jezuïeten en beruchte vervorming van hersenen van kinderen'. Hearn sprak vloeiend Frans en zou later de werken van Guy de Maupassant en Gustave Flaubert naar het Engels vertalen.
In 1863, opnieuw op voorstel van Molyneux, werd Hearn ingeschreven aan St. Cuthbert's College, Ushaw, een katholiek seminarie aan wat nu de Universiteit van Durham is. In deze omgeving nam Hearn de bijnaam "Paddy" aan om beter aan sluiting te vinden met medestudenten, en was drie jaar lang de beste student in tekstschrijven. Op 16-jarige leeftijd, terwijl hij in Ushaw was, verwondde Hearn zijn linkeroog bij een ongeluk op het schoolplein. Het oog raakte geïnfecteerd en werd, ondanks overleg met specialisten in Dublin en Londen, en een jaar lang niet meer op school vanwege revalidatie, blind. Hearn leed ook aan ernstige bijziendheid, dus door zijn verwonding had hij permanent slecht zicht, waardoor hij een vergrootglas moest dragen en een zaktelescoop bij zich had om alles op korte afstand te kunnen zien (Hearn vermeed brillen, in de overtuiging dat ze zijn zicht geleidelijk zouden verzwakken verder). De iris was permanent verkleurd en liet Hearn de rest van zijn leven zelfbewust over zijn uiterlijk, waardoor hij zijn linkeroog bedekte tijdens het praten en altijd en profil poseerde voor de camera, zodat het linkeroog niet zichtbaar was.
In 1867 ging Henry Molyneux, die de financieel manager van Sarah Brenane was geworden, samen met Brenane failliet. Er was geen geld voor collegegeld en Hearn werd naar de East End in Londen gestuurd om bij Brenane's voormalige dienstmeisje te gaan wonen. Zij en haar man hadden weinig tijd en geld voor Hearn, die door de straten zwierf, tijd doorbracht in werkhuizen en over het algemeen een doelloos, ontworteld bestaan leidde. Zijn belangrijkste intellectuele activiteiten bestonden uit het bezoeken van bibliotheken en het British Museum.

### Emigratie naar Cincinnati
In 1869 had Henry Molyneux wat van zijn financiële stabiliteit hersteld en Brenane, nu 75, was ziek. Hij besloot een einde te maken aan zijn uitgaven voor de 19-jarige Hearn, kocht een enkeltje naar New York en gaf Hearn opdracht zijn weg naar Cincinnati te vinden, en de hulp in te roepen van de zus van Molyneux en haar man, Thomas Cullinan. Toen hij de familie Hearn in Cincinnati ontmoette, hadden ze weinig hulp te bieden: Cullinan gaf hem $5 en wenste hem succes bij het zoeken van zijn fortuin. Zoals Hearn later zou schrijven: "Ik werd zonder geld op de stoep van een Amerikaanse stad gedropt om mijn leven te beginnen." :p. 818
Voor een tijd leefde Hearn in armoede en woonde hij in stallen of opslagruimten in ruil voor ongeschoolde arbeid. Hij raakte uiteindelijk bevriend met de Engelse drukker en de communalist Henry Watkin die hem in dienst nam in zijn drukkerij. Watkin leende hem boeken uit zijn bibliotheek, waaronder die van utopisten Fourier, Dixon en Noyes, en gaf Hearn een bijnaam die hem de rest van zijn leven is bijgebleven, The Raven, uit het gedicht van Poe. Hearn bezocht vaak de openbare bibliotheek van Cincinnati, die op dat moment over naar schatting 50.000 volumes beschikte. In het voorjaar van 1871 informeerde een brief van Henry Molyneux hem over de dood van Sarah Brenane en de benoeming van Molyneux als enige executeur. Ondanks dat Brenane hem had genoemd als begunstigde van een lijfrente toen ze zijn voogd werd, ontving Hearn niets van de nalatenschap en hoorde hij nooit meer van Molyneux.

#### Kranten en literair werk
Dankzij zijn talent als schrijver kreeg Hearn een baan als verslaggever voor de Cincinnati Daily Enquirer, waar hij van 1872 tot 1875 voor de krant werkte. Hij schreef met creatieve vrijheid in één van de grootste circulerende kranten van Cincinnati en werd bekend om zijn sensationele verhalen over lokale moorden, en ontwikkelde een reputatie als de belangrijkste sensatiejournalist van de krant, maar ook als schrijver van gevoelige reportages over de kansarme bevolking van Cincinnati. De Library of America selecteerde één van deze moordverslagen, Gibbeted, voor opname in haar twee-eeuwse retrospectief van American True Crime, gepubliceerd in 2008.
In 1874 schreven, illustreerden en publiceerden Hearn en een jonge Henry Farny, later een beroemd schilder, een 8 pagina's tellend weekblad over kunst, literatuur en satire, getiteld Ye Giglampz. De openbare bibliotheek van Cincinnati heeft in 1983 een herdruk van alle negen nummers gepubliceerd. Het werk werd door een twintigste-eeuwse criticus beschouwd als "Misschien wel het meest fascinerende aanhoudende project dat hij als redacteur ondernam."

#### Huwelijk en ontslag bij deEnquirer
Op 14 juni 1874 trouwde Hearn, 23 jaar oud, met Alethea ("Mattie") Foley, een 20-jarige Afro-Amerikaanse vrouw en voormalige slaaf, een gebeurtenis die in strijd was met de toenmalige anti-rassenwet van Ohio. In augustus 1875 werd Hearn door de Enquirer ontslagen, als reactie op klachten van een plaatselijke predikant over Hearn's antireligieuze opvattingen en onder druk van lokale politici die zich schaamden voor sommige van Hearn's satirische geschriften in Ye Giglampz, met als reden zijn illegale huwelijk. Hearn ging werken voor de rivaliserende krant The Cincinnati Commercial. De Enquirer bood aan hem opnieuw in dienst te nemen nadat zijn verhalen in de Commercial begonnen te verschijnen en de oplage van de krant begon toe te nemen, maar Hearn, verontwaardigd over het gedrag van de krant, weigerde. Hearn en Foley gingen uit elkaar, maar probeerden zich verschillende keren met elkaar te verzoenen voordat ze in 1877 gingen scheiden. Foley hertrouwde in 1880. Terwijl Hearn voor de Commercial werkte, verdedigde hij de zaak van Henrietta Wood, een voormalige slaaf die een grote schadeloosstellingszaak won.
Het was ook in deze tijd dat Hearn een reeks verslagen schreef over de wijken Bucktown en Levee in Cincinnati, "... één van de weinige voorstellingen die we hebben van het leven van zwarte mensen in een grensstad tijdens de periode na de burgeroorlog." :p. 98 Hij schreef ook over lokale zwarte songteksten uit die tijd, waaronder een lied met de titel "Shiloh" dat was opgedragen aan een inwoner van Bucktown met de naam "Limber Jim". Bovendien had Hearn in de Commercial een couplet afgedrukt die hij had gehoord toen hij luisterde naar de liederen van de roustabouts, aan het werk bij de dijk van de stad.

### Verhuizen naar New Orleans
In de herfst van 1877, net naar zijn scheiding met Mattie Foley, begon Hearn zijn werk voor de krant te verwaarlozen en begon de werken van de Franse auteur Gautier te vertalen naar het Engels. Hij raakte ook steeds meer ontgoocheld door Cincinnati en schreef aan Henry Watkin: "Het is tijd voor een kerel om Cincinnati te verlaten wanneer ze het het Parijs van Amerika beginnen te noemen." Met de steun van Watkin en Cincinnati Commercial uitgever Murat Halstead, verruilde Hearn Cincinnati voor New Orleans, waar hij aanvankelijk berichten schreef over de "Gateway to the Tropics" voor de Commercial.
Hearn heeft bijna tien jaar in New Orleans gewoond en schreef eerst voor de krant Daily City Item, vanaf juni 1878, en later voor de Times Democrat. Aangezien de Item een publicatie van vier pagina's was veranderde het karakter van de krant drastisch door Hearns redactionele werk. Hij begon bij de Item als nieuwsredacteur, voegde daar boekbesprekingen van Bret Harte en Émile Zola, samenvattingen van artikelen in nationale tijdschriften zoals die van Harper's Weekly en redactionele stukken waarmee Hearn boeddhistische en Sanskrietgeschriften introduceerde aan toe. Als redacteur creëerde en publiceerde Hearn bijna tweehonderd houtsneden over het dagelijks leven en de bevolking in New Orleans, waardoor de Item de eerste Southern krant was die cartoons introduceerde en de krant een onmiddellijke boost qua oplage gaf. Hearn gaf het snijden van de houtsneden na zes maanden op toen hij ontdekte dat dit zijn oog te zwaar belastte.:p. 134
Aan het einde van 1881 ging Hearn werken op de redactie van de New Orleans Times Democrat en was hij werkzaam als vertaler van artikelen uit Franse en Spaanse kranten en schreef hij artikelen en culturele recensies over onderwerpen naar eigen keuze. Hij zette ook zijn werk voort als vertaler van Franse auteurs: Gérard de Nerval, Anatole France, en met name Pierre Loti, een auteur die Hearns eigen schrijfstijl beïnvloedde. Milton Bronner, die de brieven van Hearn aan Henry Watkin redigeerde, schreef: "The Hearn of New Orleans was the father of the Hearn of the West Indies and of Japan" en deze visie werd onderschreven door Norman Foerster. Tijdens zijn periode bij de Times Democrat ontwikkelde Hearn ook een vriendschap met redacteur Page Baker, die een pleitbezorger werd van de literaire carrière van Hearn. Hun correspondentie is gearchiveerd in de Loyola University New Orleans Special Collections & Archives.
Het enorme aantal van zijn artikelen over New Orleans en omgeving, waarvan er vele niet zijn verzameld, beschrijven de Creoolse bevolking van de stad en haar kenmerkende keuken, de Franse Opera en Louisiana Voodoo. Hij bezocht met regelmaat Marie Laveau, met de populaire bijnaam Voodoo Queen. Hearn verdiepte zich in het bestuderen van het Voodoo geloof en haar Voodoo-spreuken. Hearn schreef enthousiast over New Orleans, maar ook over het verval van de stad, "een dode bruid gekroond met oranje bloemen". :p. 118
Hearns artikelen voor nationale publicaties, zoals Harper's Weekly en Scribner's Magazine, hielpen bij het creëren van de populaire reputatie van New Orleans als een plek met een uitgesproken cultuur die meer verwant is aan die van Europa en het Caribisch gebied dan aan de rest van Noord-Amerika. 
In de tijd dat hij daar woonde, was Hearn weinig bekend, en zelfs nu is hij nog weinig bekend vanwege zijn artikelen over New Orleans, behalve bij lokale culturele liefhebbers. Er zijn echter meer boeken over Hearn geschreven dan enige voormalige inwoner van New Orleans, behalve Louis Armstrong.
Hearns werk voor de kranten in New Orleans bevatten impressionistische beschrijvingen van plekken en personages en veel opiniestukken die de politieke corruptie, straatcriminaliteit, geweld, intolerantie en de problemen op het gebied van volksgezondheid en hygiene-inspecteurs aan de kaak stelden. Ondanks het feit dat hem wordt toegeschreven New Orleans 'uitgevonden te hebben' als een exotische en mysterieuze plek, zijn zijn necrologieën van voodoo-leiders Marie Laveau en Doctor John Montenet zakelijk en ontkrachtend. Selecties van Hearns artikelen in New Orleans zijn verzameld en gepubliceerd in verschillende werken, te beginnen met Creole Sketches in 1924, en meer recentelijk in Inventing New Orleans: Writings of Lafcadio Hearn.
Bij toeval kwam Hearn in aanraking met de Japanse cultuur tijdens zijn reportages van de New Orleans World Fair van 1884-1885. Hij kocht twee Franse vertalingen van Japanse mythes. Vanaf dit moment begon Hearn interesse te krijgen in de cultuur van het nog onbekende Oosten.

### Verhuizen naar Frans West-Indië
Harper's stuurde Hearn in 1887 als correspondent naar West-Indië. Hij bracht twee jaar door op Martinique en schreef naast zijn werk voor het tijdschrift twee boeken: Two Years in the French West Indies en Youma, The Story of a West-Indian Slave, beide gepubliceerd in 1890.

### Later leven in Japan

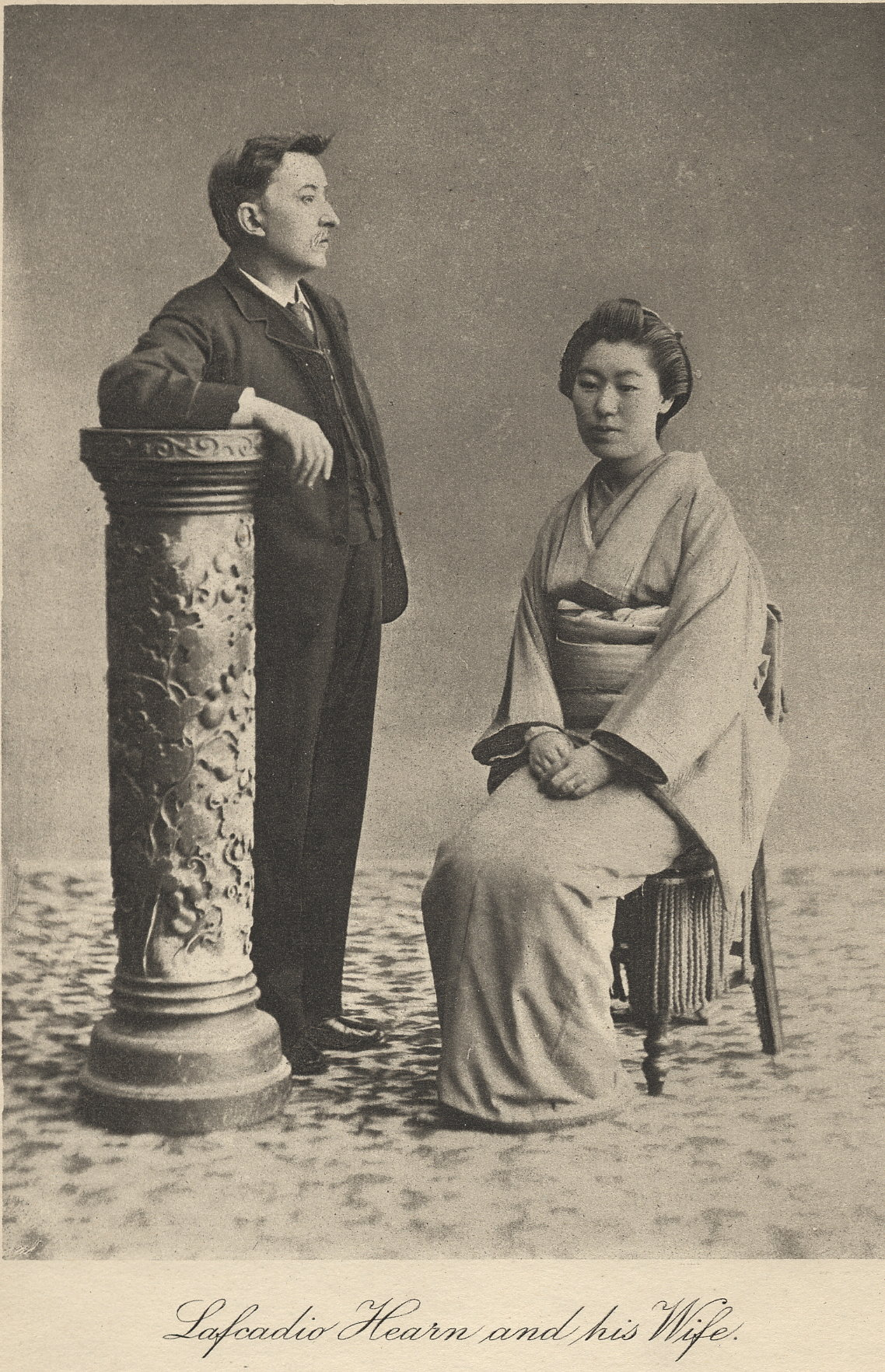
Hearn met zijn tweede vrouw Setsuko, of 'Setsu'.

Na zijn twee jaar op Martinique keerde Hearn terug in New York. Hier groeide zijn interesse voor Japan. Hij las Percival Lowell's The Soul of the Far East en Basil Hall Chamberlain's Ko-Ji-Ki, een Engelse vertaling van een verzameling Japanse mythes uit de 8e eeuw. Op 39-jarige leeftijd, in 1890 ging Hearn naar Japan als krantencorrespondent, een opdracht die echter snel werd beëindigd. Desondanks was het in Japan dat hij zijn thuis en zijn grootste inspiratiebron vond. Met hulp van Hattori Ichizō, een ambtenaar van het ministerie van onderwijs die Hearn ontmoette op de New Orleans World Fair, en Basil Hall Chamberlain kreeg Hearn in de zomer van 1890 een baan als leraar op de Shimane Prefectural Common Middle School and Normal School in Matsue, een stad in het westen van Japan, aan de kust van de Japanse Zee. 
Tijdens zijn vijftien maanden durende verblijf in Matsue trouwde Hearn met Koizumi Setsuko, 'Setsu', de dochter van een lokale samoeraifamilie, met wie hij vier kinderen kreeg: Kazuo, Iwao, Kiyoshi en Suzuko. Hij werd Japans staatsburger en nam in 1896 de wettelijke naam Koizumi Yakumo. Koizumi is de achternaam van zijn vrouw en Yakumo komt van yakumotatsu, een poëtisch alternatief voor de provincie Izumo, wat "waar veel wolken groeien" betekent. Hearn's staatsburgerschap had met name praktische redenen, hiermee verzekerde hij dat na zijn overlijden zijn Japanse vrouw en kinderen zijn nalatenschap zouden erven. Na Grieks-orthodox, rooms-katholiek en later Spenceriaans te zijn geweest, werd hij boeddhist. Na zijn verblijf in Matsue heeft Hearn achtereenvolgens in Kumamoto, Kobe en Tokyo gewoond. 
Eind 1891 verkreeg Hearn een andere baan als leraar in Kumamoto, aan de vijfde middelbare school (een voorloper van de Kumamoto-universiteit), waar hij vervolgens drie jaar doorbracht en zijn boek Glimpses of Unfamiliar Japan (1894) voltooide. In oktober 1894 kreeg hij een journalistieke baan bij de Engelstalige krant Kobe Chronicle en in 1896 begon hij, met wat hulp van Chamberlain, Engelse literatuur te doceren aan de Tokyo Imperial University, een baan die hij tot 1903 had. In 1904 werd hij docent aan de Waseda University.
Hearn was zeer geïnteresseerd in de geschiedenis van Japan. Hearn schreef veertien boeken over allerlei Japanse onderwerpen, maar was vooral geïnteresseerd in de tradities en cultuur die bewaard was gebleven in Japanse volksverhalen, met name het genre spookverhalen (kaidan).
Op 26 september 1904 stierf Hearn op 54-jarige leeftijd in Tokio aan hartfalen. Zijn graf bevindt zich op de Zōshigaya-begraafplaats in de wijk Toshima in Tokio.

## Nalatenschap

### Literaire traditie

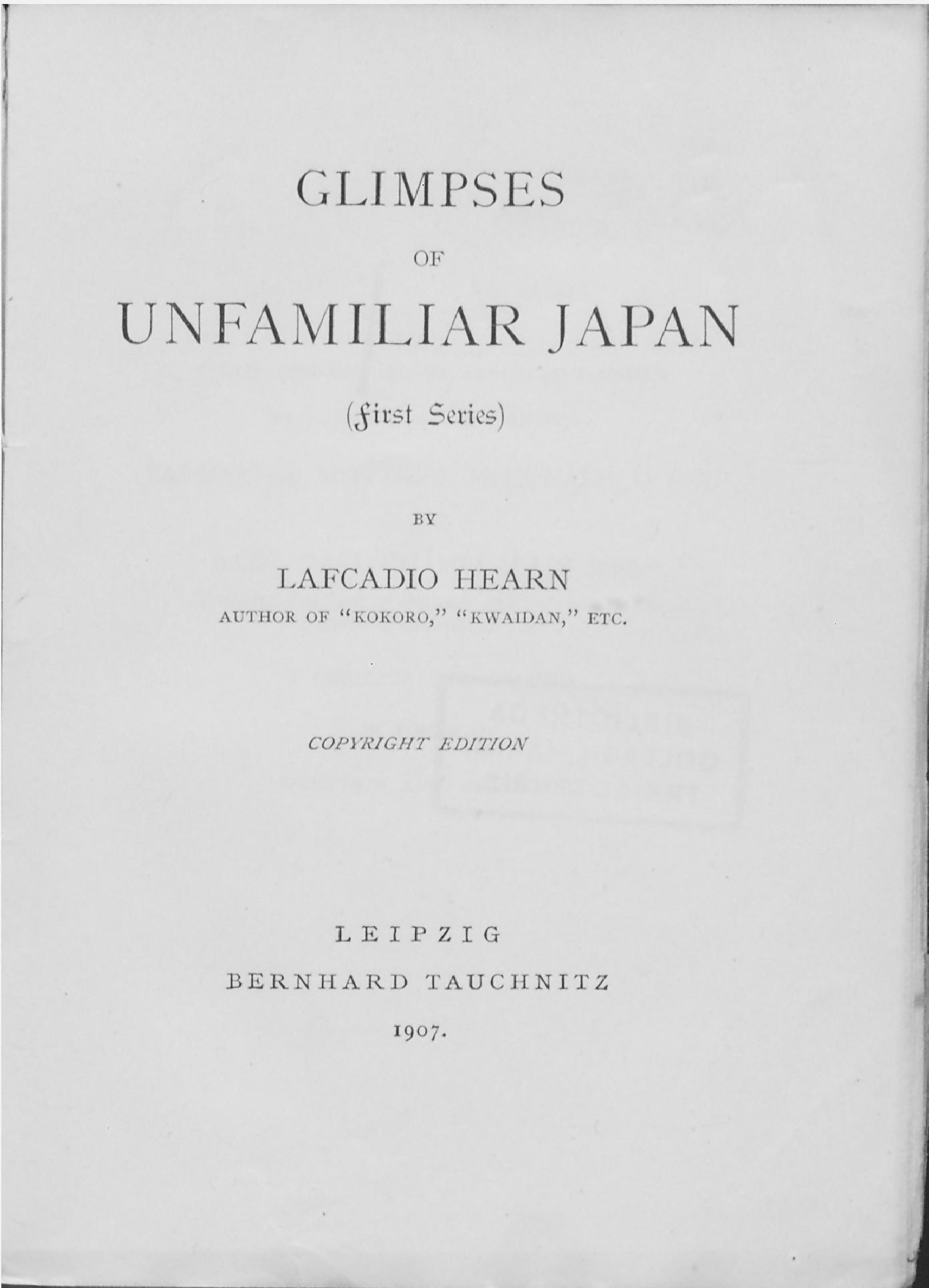
Titelpagina van boek Glimpses of Unfamiliar Japan (first series) door Lafcadio Hearn.

Hearn schreef in totaal 29 boeken in diverse genres: o.a. volksverhalen, sprookjes en spookverhalen, reisverhalen, romans, kookboeken, vertalingen, woordenboeken met spreekwoorden.
Aan het einde van de 19e eeuw was Japan nog grotendeels onbekend en exotisch voor westerlingen. Echter, met de introductie van de Japanse cultuur en esthetiek, met name op de Wereldtentoonstelling van 1900 in Parijs, kwamen Japanse stijlen in de westerse landen in de mode. Als gevolg hiervan werd Hearn wereldwijd bekend door zijn werk over Japan. Deze bekendheid heeft hij met name te danken aan zijn bewerkingen van Japanse sprookjes en spookverhalen, zoals Kwaidan: Stories and Studies of Strange Things uit 1904. Veel van deze verhalen werden in het Engels voorgedragen door zijn vrouw Setsu. In latere jaren zouden sommige critici Hearn ervan beschuldigen Japan te exotiseren, maar omdat hij het Westen enkele van zijn eerste beschrijvingen van het pre-industriële en Meiji-tijdperk Japan bood, wordt zijn werk over het algemeen als historisch waardevol beschouwd.
Hearn's boeken Japan: An Attempt at Interpretation en Glimpses of Unfamiliar Japan waren belangrijke bronnen van informatie gedurende de jaren van wederopbouw na de Tweede Wereldoorlog. Japan was verslagen en onder leiding van de Amerikaanse generaal Douglas MacArthur werden grote militaire, politieke, economische en sociale hervormingen doorgevoerd. Generaal Bonner Fellers, die diende onder MacArthur in Japan, was een bewonderaar van het werk van Hearn. Hij las het boek Japan: An Attempt at Interpretation waarin Hearn beargumenteerde hoe onlosmakelijk het aanbidden van de keizer van Japan door de bevolking verbonden is aan het aanbidden de voorouders. Mede op basis van deze inzichten stelde Fellers voor dat de keizer niet werd veroordeeld voor het International Military Tribunal for the Far East, ook wel het Proces van Tokio genoemd. Hiermee werd voorkomen dat de Japanse bevolking hun spirituele anker verloren. De huidige symbolische rol van de keizer is mede te danken aan dit voorstel. 
Bewonderaars van het werk van Hearn waren Ben Hecht, John Erskine, Malcolm Cowley  en Jorge Luis Borges . Tijdens de jaren '30 en '40 stond de reputatie van Hearn's werk onder als gevolg van de nationalistische en militaristische ontwikkelingen in Japan en haar rol in de Tweede Wereldoorlog. Het werk van Hearn werd in het Westen gezien als naïef en propagandistisch.
Hearn kreeg een brede aanhang in Japan, waar zijn boeken werden vertaald en onderdeel zijn de nationale literaire canon. Zijn kwaidan zijn opgenomen in het Japanse schoolcurriculum. Hearns aantrekkingskracht op Japanse lezers "lies in the glimpses he offered of an older, more mystical Japan lost during the country’s hectic plunge into Western-style industrialization and nation building. His books are treasured here as a trove of legends and folk tales that otherwise might have vanished because no Japanese had bothered to record them." Het werk van Hearn droeg ook bij aan een opleving van academische interesse in Japanse folklore en volkscultuur.

### Musea

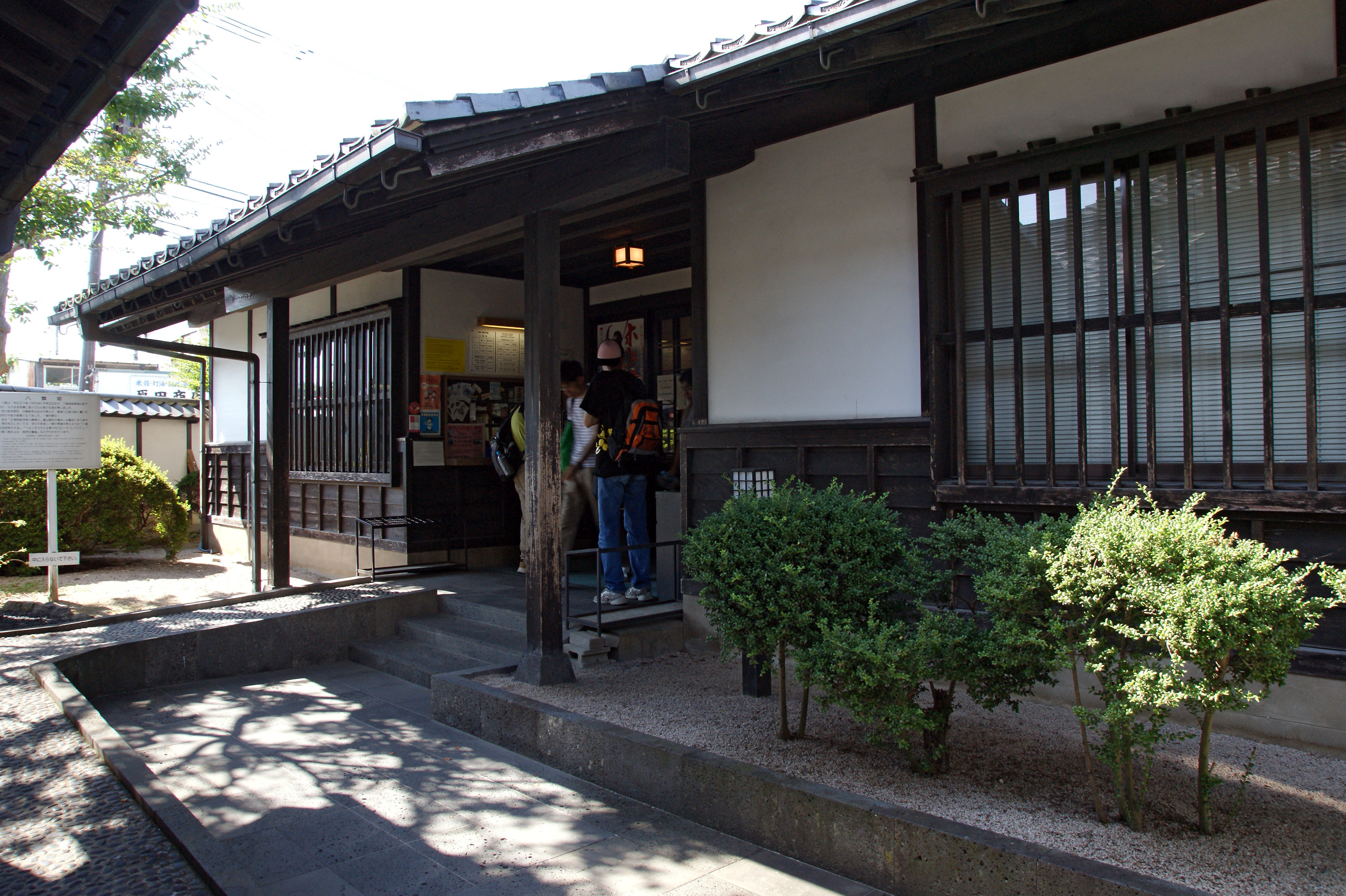
Lafcadio Hearn Memorial Hall in Matsue, Shimane prefectuur, Japan

Het Lafcadio Hearn Memorial Museum en zijn oude residentie in Matsue zijn nog steeds twee van de populairste toeristische attracties van de stad. Daarnaast werd in 2007 een ander klein museum gewijd aan Hearn geopend in Yaizu, Shizuoka (焼津小泉八雲記念館).
Op 4 juli 2014 werd in zijn geboorteplaats op Lefkada, Griekenland, het Lefcadio Hearn Historical Center geopend. Het museum bevat vroege edities, zeldzame boeken en Japanse verzamelobjecten. Naast inzicht in belangrijke gebeurtenissen in het leven van Hearn verkrijgt de bezoeker via zijn lezingen, geschriften en verhalen inzicht in de beschavingen van Europa, Amerika en Japan van de late achttiende en vroege negentiende eeuw. De gemeenten Kumamoto, Matsue, Shinjuku, Yaizu, Toyama University, de familie Koizumi en andere mensen uit Japan en Griekenland hebben bijgedragen aan de oprichting van Lefcadio Hearn Historical Center.
Er is ook een cultureel centrum dat naar Hearn is vernoemd aan de Universiteit van Durham, en een naar hem vernoemde Japanse tuin in Tramore, County Waterford, Ierland.
Van 15 oktober 2015 tot 3 januari 2016 hield The Little Museum of Dublin een tentoonstelling genaamd Coming Home: The Open Mind of Patrick Lafcadio Hearn . Dit was de eerste keer dat Hearn werd geëerd in Dublin. De tentoonstelling bevatte eerste edities van Hearns werken en persoonlijke voorwerpen uit het Lafcadio Hearn Memorial Museum. Hearns achterkleinzoon, professor Bon Koizumi, was aanwezig bij de opening van de tentoonstelling.

### Zustersteden
Zijn levensreis verbond later zijn beide uiteinden; Lefkada en Shinjuku werden in 1989 zustersteden. Een ander paar steden waar hij woonde, New Orleans en Matsue deden hetzelfde in 1994.

### Media en theater
De Japanse regisseur Masaki Kobayashi bewerkte vier Hearn-verhalen in zijn film Kwaidan uit 1964. Sommige van zijn verhalen zijn door Ping Chong aangepast in zijn poppentheater, waaronder de Kwaidan uit 1999 en de OBON: Tales of Moonlight and Rain uit 2002 .
In 1984 werd een vierdelige Japanse tv-serie Nihon no omokage ( ja:日本の面影, Remnants of Japan ) uitgezonden, waarin de periode vanaf Hearn's vertrek uit de Verenigde Staten en zijn leven in Japan werd beschreven. De Grieks-Amerikaanse acteur George Chakiris speelde de rol van Hearn. Dit verhaal werd later ook in theaterproducties vertoond. 
Het werk van ZUN, Touhou Project, lijkt sterk beïnvloed te zijn door het werk van Hearn. Deze Japanse game-, muziek- en literaire franchise gaat over een fantasiewereld die bekend staat als "Gensokyo", die zich in de buurt van het Japanse Suwa-meer lijkt te bevinden. Deze fantasiewereld is door een pagina barrière gescheiden van "onze" wereld. Twee van de belangrijkste personages, Yukari Yakumo en Maribel Hearn, zijn direct gerelateerd aan Lafcadio Hearn vanwege dezelfde achternamen. 

## Werken

### Louisiana onderwerpen
- La Cuisine Creole: A Collection of Culinary Recipes (1885)
- "Gombo Zhèbes": A Little Dictionary of Creole Proverbs, Selected from Six Creole Dialects. (1885)
- Chita: A Memory of Last Island (1889)
- Creole Sketches (1878-1880; gepubliceerd 1924) pdf full text

### West-Indische onderwerpen
- Youma, the Story of a West-Indian Slave (1889)
- Two Years in the French West Indies (1890)

### Japanse onderwerpen
Bron:
- Glimpses of Unfamiliar Japan (1894)
- Out of the East: Reveries and Studies in New Japan (1895)
- Kokoro: Hints and Echoes of Japanese Inner Life (1896) pdf; free full text
- Gleanings in Buddha-Fields: Studies of Hand and Soul in the Far East (1897)
- The Boy Who Drew Cats (1897)
- Exotics and Retrospectives (1898)
- Japanese Fairy Tales (1898, and sequels)
- In Ghostly Japan (1899)
- Shadowings (1900)
- Japanese Lyrics (1900)
- A Japanese Miscellany (1901)
- Kottō: Being Japanese Curios, with Sundry Cobwebs (1902)
- Kwaidan: Stories and Studies of Strange Things (1904).
- Japan: An Attempt at Interpretation (1904)
- The Romance of the Milky Way and other studies and stories (1905)

### Postume bloemlezingen
- Letters from the Raven; being the correspondence of Lafcadio Hearn with Henry Watkin (1907), bevat Letters from the Raven, Letters to a Lady, Letters of Ozias Midwinter
- Leaves from the Diary of an Impressionist (1911, Houghton Mifflin Company)
- Interpretations of Literature (1915, Dodd, Mead and Company)
- Karma (1918)
- On Reading in Relation to Literature (1921, The Atlantic Monthly Press, Inc.)
- Creole Sketches (1924, Houghton Mifflin)
- Lectures on Shakespeare (1928, Hokuseido Press)
- Insect-musicians and other stories and sketches (1929)
- Japan's Religions: Shinto and Buddhism (1966)
- Books and Habits; from the Lectures of Lafcadio Hearn (1968, Books for Libraries Press)
- Writings from Japan: An Anthology (1984, Penguin Books)
- Lafcadio Hearn's America: Ethnographic Sketches and Editorials (2002, University Press of Kentucky)
- Lafcadio Hearn's Japan: An Anthology of His Writings on the Country and Its People (2007, Tuttle)
- American Writings (2009, Library of America)
- Nightmare-Touch (2010, Tartarus Press)
- Insect Literature (2015, Swan River Press)
- Japanese Ghost Stories. Murray, Paul, ed. 2019 London: Penguin. ISBN 9780241381274
- Japanese Tales of Lafcadio Hearn. Andrei Codrescu, ed. 2019. Princeton: Princeton University Press.

### Vertalingen
- One of Cleopatra's Nights and Other Fantastic Romances by Théophile Gautier (1882)
- Tales from Theophile Gautier (1888)
- The Crime of Sylvestre Bonnard door Anatole France (1890)
- The Temptation of Saint Anthony door Gustave Flaubert (1910)
- Stories from Emile Zola (1935)
- The tales of Guy de Maupassant (1964)

### Overig
- Stray Leaves From Strange Literature; Stories Reconstructed from the Anvari-Soheili, Baital Pachisi, Mahabharata, Pantchantra, Gulistan, Talmud, Kalewala, etc. (1884, James R. Osgood and Company)
- Some Chinese Ghosts (1887)